# Kanton Écueillé
Kanton Écueillé (francouzsky Canton d'Écueillé) je francouzský kanton v departementu Indre v regionu Centre-Val de Loire. Tvoří ho devět obcí.

## Obce kantonu
- Écueillé
- Frédille
- Gehée
- Heugnes
- Jeu-Maloches
- Pellevoisin
- Préaux
- Selles-sur-Nahon
- Villegouin